# Favaios
Favaios ist eine Gemeinde (Freguesia) im portugiesischen Kreis (Concelho) von Alijó. In ihr leben 937 Einwohner (Stand 19. April 2021).

## Geschichte
Die Spuren menschlicher Besiedlung des Gebietes führen zurück bis in die Eisenzeit. Die Castrokultur hielt sich bis zur Einnahme des Gebietes durch die Römer. Favaios, das damals als Flávias bekannt war, lag an einer Römerstraße und war Teil des Verwaltungsbereichs von Panoias. Anfang des 8. Jahrhunderts eroberten die Mauren das Gebiet. Sie schleiften die Befestigung von Flávias, und die Bewohner verließen den Ort in der Folge. Erst im Zuge der Reconquista siedelten sich hier wieder Menschen an. Die nachfolgenden Sueben richteten die Gemeinde Sanct Georgios de Fabaios ein. Aus Fabaios entwickelte sich schließlich der heutige Name Favaios.
Im Jahr 1211 erhielt der Ort erstmals Stadtrechte (Foral), durch König Alfons II., die 1270 von Alfons III. bestätigt wurden. Im Jahr 1853 wurde der bis dahin eigenständige Kreis von Favaios aufgelöst und Alijó angegliedert.

## Kultur und Sehenswürdigkeiten
Unter den Baudenkmälern des Ortes sind u. a. verschiedene steinerne Brunnenanlagen, Sakralbauten und ehemalige öffentliche Gebäude. Auch der historische Ortskern als Ganzes steht unter Denkmalschutz.

## Verwaltung
Favaios ist Sitz einer gleichnamigen Gemeinde (Freguesia). Sie besteht aus folgenden Ortschaften:
- Favaios
- Mondego
- Soutelinho